# Халилбејли
Халилбејли (тур. Halilbeyli) је насељено место у округу Кемалпаша у вилајету Измир, Турска. Према попису из 2020. било је 1.570 становника.
Халилбејли настањују Бошњаци, чији су се преци доселили половином 19. века из Херцеговине и средње Босне.